# باکستی
باکستی (ایرلندی: bacstaí یا ایرلندی: steaimpí) یک پنکیک سیب‌زمینی سنتی ایرلندی است. این خوراکی بیشتر با مناطق شمال میدلندز، شمال کانوت و جنوب اولستر، به ویژه شهرستان‌های لیتریم، مایو، اسلایگو، فرمانا، لانگفورد و کاوان مرتبط است. دستور العمل‌های زیادی برای تهیه آن وجود دارد، اما همه آنها حاوی سیب‌زمینی خام رنده شده ریز هستند و همه به صورت سرخ شده سرو می‌شوند.
محبوب‌ترین نوع این خوراکی از سیب‌زمینی خام رنده‌شده ریز ریز و آرد تشکیل شده است. سیب‌زمینی رنده شده را می‌توان با صافی فشرد تا بیشتر نشاسته و آب آن گرفته شود، اما این کار ضروری نیست. این ماده مخلوط شده را روی یک ماهیتابه تخت (griddle) به مدت چند دقیقه از هر دو سمت زیر و رو، همچون پختن یک پنکیک معمولی، سرخ می‌کنند. قابل توجه‌ترین تفاوت بین باکستی و سایر خوراکی‌های سیب‌زمینی سرخ‌شده، بافت نرم و دانه‌ریز آن است.
یک ضرب‌المثل قدیمی ایرلندی این است: «باکستی روی تابه (griddle)؛ باکستی روی ماهیتابه. اگر نتوانی باکستی درست کنی، هرگز مردی گیرت نمی‌آید!»
با افزایش علاقه به غذاهای ایرلندی، محبوبیت باکستی نیز افزایش یافته است. مشاهده نام باکستی در منوی رستوران‌های خارج از نواحی، که از قدیم با آن مرتبط هستند غیرمعمول نیست. باکستی را می‌توان از مغازه‌ها و سوپرمارکت‌ها به شکل دامپلینگ یا به صورت آماده پخته شده مانند پنکیک خریداری کرد.